# Fumitake Miura
Fumitake Miura (三浦 文丈?, Miura Fumitake; Prefettura di Shizuoka, 12 agosto 1970) è un allenatore di calcio ed ex calciatore giapponese, di ruolo centrocampista, attuale allenatore del Sagamihara.